# Phara Anacharsis
Pour les articles homonymes, voir Anacharsis (homonymie).
Phara Anacharsis (née le 17 décembre 1983 à Fort-de-France) est une athlète française, spécialiste du 400 mètres haies.

## Biographie
Elle se révèle en 2005 à 21 ans quand elle remporte le titre national en salle sur 400 m.

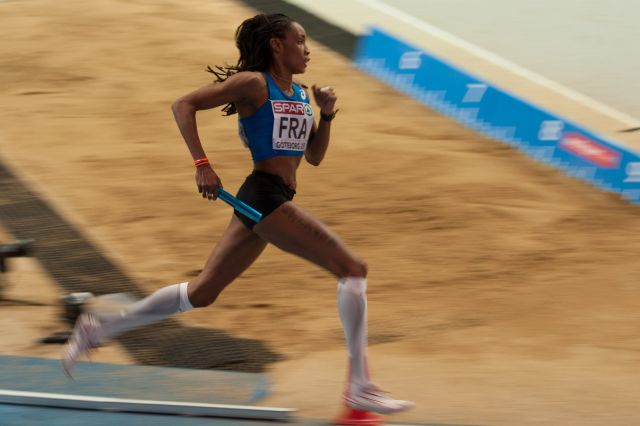
Phara Anarcharsis en 2013 lors des Championnats d'Europe en salle de Göteborg.

En 2006, elle participe aux Championnats d'Europe à Göteborg où elle est éliminée en séries. En août 2007, elle est sélectionnée en équipe de France aux Championnats du monde d'athlétisme 2007.
Membre du relais 4 × 400 m féminin, elle termine avec ces coéquipières Solen Désert, Virginie Michanol et Thélia Sigère à la deuxième place de la Coupe d'Europe 2008, derrière les Russes, futures vice-championnes olympiques. Pendant la course, elles ont dominé les relais ukrainien, polonais et britannique (ce dernier comptait pourtant dans ses rangs la championne du monde 2007 Christine Ohuruogu et l'heptathlonienne Kelly Sotherton). Quelques semaines plus tard, à Pékin aux Jeux olympiques, le relais est éliminé en série (il se classe cinquième), dans un temps similaire à celui de la Coupe d'Europe.
Le 1er juillet 2012, l'athlète martiniquaise décroche la médaille d'argent du relais 4 × 400 mètres avec ses partenaires Lenora Guion Firmin, Marie Gayot et Floria Guei lors des championnats d'Europe à Helsinki. L'équipe de France, qui établit le temps de 3 min 25 s 49, est devancée par l'Ukraine.
Après quelques années ponctuées par les blessures, Phara Anacharsis bat le 7 juin 2016 lors du Meeting de Montreuil son record personnel sur 400 m haies en 55 s 84 et se qualifie ainsi pour les Jeux olympiques de Rio.
Le 9 juillet, lors des Championnats d'Europe d'Amsterdam, la Française est éliminée en demi-finale du 400 m haies (57 s 05) mais contribue à la médaille d'argent du relais 4 × 400 m lors de la finale (3 min 25 s 96), sa 3e médaille continentale.
Le 5 juin 2017, à Prague, elle court en 56 s 45.

## Vie privée
Phara Anacharsis est apparue dans le documentaire Complément d'enquête en mai 2016 où elle révèle travailler dans le magasin Decathlon pour pouvoir vivre et dit même se « retrouver avec rien dans le frigo en fin de mois ».

## Palmarès

### International
| Date | Compétition                       | Lieu           | Résultat | Épreuve     | Temps         |
| ---- | --------------------------------- | -------------- | -------- | ----------- | ------------- |
| 2005 | Jeux méditerranéens               | Almeria        | 2e       | 400 m       | 52 s 70       |
| 2005 | Jeux méditerranéens               | Almeria        | 2e       | 4 × 400 m   | 3 min 31 s 86 |
| 2005 | Jeux de la Francophonie           | Niamey         | 3e       | 200 m       | 23 s 75       |
| 2005 | Jeux de la Francophonie           | Niamey         | 1re      | 4 x 400 m   | 3 min 37 s 91 |
| 2006 | Championnats d'Europe             | Göteborg       | 7e       | 4 x 400 m   | 3 min 32 s 38 |
| 2008 | Jeux olympiques                   | Pékin          | 9e       | 4 × 400 m   | 3 min 26 s 61 |
| 2009 | Jeux méditerranéens               | Pescara        | 1re      | 400 m haies | 56 s 66       |
| 2012 | Championnats d'Europe             | Helsinki       | 2e       | 4 x 400 m   | 3 min 25 s 49 |
| 2012 | Jeux olympiques                   | Londres        | 5e       | 4 × 400 m   | 3 min 25 s 92 |
| 2013 | Championnats d'Europe en salle    | Göteborg       | 4e       | 4 x 400 m   | 3 min 28 s 71 |
| 2013 | Championnats du monde             | Moscou         | 20e      | 400 m haies | 56 s 73       |
| 2013 | Championnats du monde             | Moscou         | 3e       | 4 × 400 m   | séries        |
| 2014 | Championnats d'Europe             | Zurich         | 1re      | 4 x 400 m   | séries        |
| 2016 | Championnats d'Europe             | Amsterdam      | 16e      | 400 m haies | 57 s 05       |
| 2016 | Championnats d'Europe             | Amsterdam      | 2e       | 4 x 400 m   | 3 min 25 s 96 |
| 2016 | Jeux olympiques                   | Rio de Janeiro | 27e      | 400 m haies | 56 s 64       |
| 2016 | Jeux olympiques                   | Rio de Janeiro | 9e       | 4 × 400 m   |               |
| 2017 | Championnats d'Europe par équipes | Lille          | 6e       | 400 m haies | 57 s 08       |

### Championnats de France
- Médaille d'or sur 400 m haies en 2011, 2012, 2013 et 2016
- Médaille d'argent sur 400 m en 2004 ; sur 400 m haies en 2009
- Médaille de bronze sur 400 m en 2006, 2008

### Championnats de France en salle
- Médaille d'or sur 400 m en 2005
- Médaille d'argent sur 200 m en 2008 ; sur 400 m en 2007
- Médaille de bronze sur 200 m en 2013 ; sur 400 m en 2003, 2004

## Records
| Épreuve     | Épreuve     | Performance | Lieu              | Date            |
| ----------- | ----------- | ----------- | ----------------- | --------------- |
| 200 m       | Plein air   | 23 s 39     | La Chaux-de-Fonds | 12 août 2007    |
| 200 m       | Salle       | 23 s 43     | Aubière           | 26 février 2008 |
| 400 m       | Plein air   | 51 s 87     | Pátra             | 30 juin 2008    |
| 400 m       | Salle       | 52 s 70     | Metz              | 24 février 2013 |
| 400 m haies | 400 m haies | 55 s 84     | Montreuil         | 7 juin 2016     |

## Sources
- Ressources relatives au sport :   - CIO
  - Équipe de France
  - EspritBleu
  - Ligue de diamant
  - Olympedia
  - Tilastopaja
  - World Athletics
- (fr) Fiche de l'athlète sur lequipe.fr